# کوجی هوما
کوجی هوما (انگلیسی: Koji Homma؛ زادهٔ ۲۷ آوریل ۱۹۷۷) بازیکن فوتبال اهل ژاپن است.
از باشگاه‌هایی که در آن بازی کرده‌است می‌توان به باشگاه فوتبال اوراوا رد دیاموندز اشاره کرد.